# واکنش کوری–فوکس
واکنش کوری–فوکس(به انگلیسی: Corey–Fuchs reaction) ، همچنین به عنوان واکنش رامیرز–کوری–فوکس(به انگلیسی: Ramirez–Corey–Fuchs reaction) شناخته می‌شود، یک سری از واکنش‌های شیمیایی است که برای تبدیل یک آلدهید به یک آلکین طراحی شده‌است. تشکیل ۱٬۱-دی‌برومواولفین‌ها از طریق فسفین-دی‌برومومتیلن‌ها در ابتدا توسط دیزای، مک‌کلوی و رامیرز کشف شد. مرحله دوم واکنش برای تبدیل دی‌برومواولفین‌ها به آلکین‌ها با عنوان بازآرایی فریچ–بوتنبرگ–ویشل شناخته می‌شود. ترکیب کلی فرایند تبدیل آلدهید به  آلکین با این روش، به افتخار توسعه دهندگان آن، یعنی شیمیدانان آمریکایی الیاس جیمز کوری و فیلیپ ال فوکس نامگذاری شده‌است. 